# 岩井勝次郎
岩井勝次郎（いわい かつじろう、1863年5月28日（文久3年4月11日） - 1935年12月21日）は、京都出身の実業家。岩井商店の創業者であり、多角化戦略により岩井財閥を形成した。京都府南桑田郡旭村の農家に生まれる。旧姓・蔭山。

## 人物
勝次郎の従兄である岩井文助は、天保13年（1842年）丹波国桑田郡上平屋（現京都府南丹市美山町上平屋）で半商半農の家に生まれ、嘉永6年（1853年）に大坂浄覚寺町の唐物問屋・加賀屋徳兵衛に奉公に出た。その後、文久2年（1862年）大坂京町堀通りで加賀屋文助として西洋雑貨の小売を始め、後に売買仲介業となった。
一方蔭山勝次郎は文久3年（1863年）、丹波国桑田郡旭村の農家に生まれた。父は蔭山源右衛門、母いとは再婚。明治8年（1875年）に文助の経営する加賀屋に奉公に出ると、明治22年（1889年）に文助の長女・栄子と結婚。媒酌人は滝川弁三が務めた。勝次郎は蔭山姓から岩井姓となり、以後加賀屋は文助と勝次郎の共同経営体制となった。
ところが文助と勝次郎の間には事業観に相違があり、文助は旧来の商家に伝統的な「下町風」な所があったのに対して、勝次郎は「国土風」の意識が強かったため、明治29年（1896年）に勝次郎は独立営業に踏み切り、現在の大阪市中央区南久太郎町4丁目に店舗を設けた。これが岩井商店のはじまりである。その「岩井商店」が大正元年（1912年）10月、株式会社岩井商店となり、さらに昭和18年（1943年）6月、岩井産業株式會社と改められた。その後、日商と合併して日商岩井株式会社となった。
明治後期から大正期にかけて、多くの岩井系企業を設立していった。その重要なものは関西ペイント・東亜紡織・日新製鋼・徳山曹達・大阪繊維工業（ダイセルの前身の一つ）などで、日本の産業革命期に多くの工業企業を設立して、自らも大正5年に岩井財閥の持株会社として合資会社岩井本店を創設し関西実業界の立役者になった。

## 岩井家
岩井家は代々婿養子が多く、勝次郎も蔭山家から岩井家に入籍した。勝次郎の長女、岩井かのも婿養子を迎え、岩井友次郎が勝次郎の事業の跡を継いだ。その後も、岩井かのと岩井友次郎の長女、岩井たみが、岩井安次郎を婿養子に迎え、住吉村、魚崎村の財産を引き継いだ。岩井たみと岩井安次郎の長女、岩井かつの名は曾祖父であり岩井商店事業の創業者であった岩井勝次郎の「勝」を取って、岩井かつと名づけられた。岩井かつが婿養子に迎えた旧姓「増本義男」改め岩井義男は、自治省警察局課長であったところ、岩井家に婿として迎えられ、住吉村、魚崎村の岩井家財産を引き継いだ。その後、魚崎町町長をはじめ、神港信用金庫（現在の日新信用金庫）代表、魚崎村に勝次郎が移転させた「覚浄寺」（勝次郎奉公時代の覚浄寺町から移転させたと言われる）総代、横屋八幡神社総代、魚崎財産区初代議長、神港実業代表などを歴任した。
岩井たみが建立した岩井家墓所は現在魚崎墓地に存在し、岩井かつ・義男の孫にあたる古倉義彦が管理している。